# 6945 Dahlgren
6945 Dahlgren è un asteroide della fascia principale. Scoperto nel 1980, presenta un'orbita caratterizzata da un semiasse maggiore pari a 2,2508460 UA e da un'eccentricità di 0,1739201, inclinata di 7,55134° rispetto all'eclittica.